# Abqayq
Abqayq (o Buqayq) è uno dei principali giacimenti di petrolio in Arabia Saudita. Si situa sul prolungamento diretto di Ghawar, al nord di quest'ultimo, e offre un petrolio di qualità ancora superiore, classificato come "extra-leggero".
La sua storia è tipica dei grandi giacimenti del Vicino Oriente: scoperto nel 1940, il giacimento ha prodotto sempre di più fino al 1973, data in cui la sua produzione raggiunse il suo picco di circa 1100 kb/giorno (kb = migliaia di barili). La produzione fu volutamente limitata, poi continuò a diminuire, a causa dell'esaurimento del giacimento. Rende oggi circa 600 kb/g. È interessante notare che, se fino al 1985 i giacimenti in grado di estrarre più di 1 milione di barili/giorno erano 15, nel 2006 si erano ridotti a solo 4 (Great Burgan in Kuwait dal 1927; Kirkuk in Iraq dal 1938; Ghawar, in Arabia Saudita, dal 1948 e Cantarell in Messico dal 1976).
Abqayb sembra tra i giacimenti sauditi quello più fortemente sfruttato: secondo la stessa Aramco (ARab-AMerican COmpany), il 73% delle riserve è stato sfruttato e il fatto che il giacimento abbia già prodotto 8.5 Gb (miliardi di barili), significa che rimangono 3 Gb di riserve. Questa cifra è però completamente incoerente rispetto ai dati relativi alle "riserve comprovate" (che si suppone restino) che vengono indicate a 19 Gb per l'organizzazione IHS e a 16 per la WM (due fonti "di riferimento"). Tali differenze tuttavia non sono rare quando si parla di riserve petrolifere del Vicino Oriente.
Una grande raffineria si trova nei pressi del giacimento. Circa i tre quarti del petrolio saudita vi transita, cosa che ne fa un obiettivo assai interessante per i terroristi: vi sono stati vari tentativi di danneggiarlo, con un'evidente grave conseguenza sui prezzi mondiali del petrolio.

## Terrorismo e guerra
Nel marzo del 2006, i terroristi legati ad al-Qā'ida hanno tentato di lanciargli contro un veicolo imbottito di esplosivo ma il nutrito servizio di sorveglianza predisposto dalle forze armate saudite è riuscito ad evitare quella che sarebbe stata una catastrofe ambientale ed economica, dagli evidenti esiti politici, non solo per il regime saudita.
Tale impianto è nel suo genere il più grande del mondo ed è evidente quindi la sua enorme valenza strategica.
Il 14 settembre 2019, si è verificato un operazione militare con l'impiego di droni e missili da crociera contro i giacimenti petroliferi di Abqayq e Khurais, provocando incendi nelle zone.